# Brasserie d'Orval

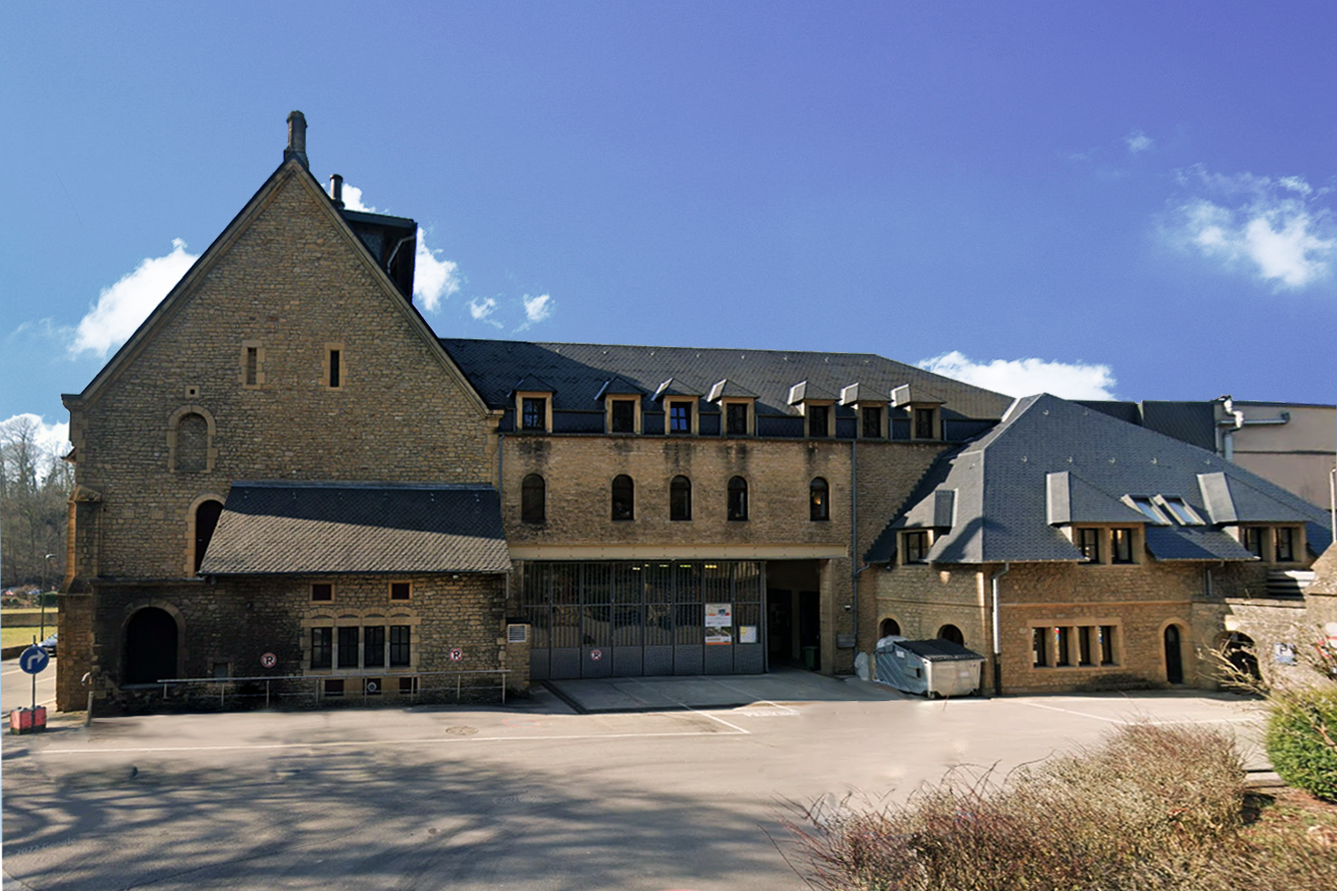
Birrificio D'Orval

La Brasserie d'Orval (birrificio Orval in francese) è un birrificio trappista situato entro le mura dell'abbazia di Notre Dame d'Orval nella regione della Gaume, in Belgio. All'interno del birrificio viene prodotta la birra Orval.

## Storia

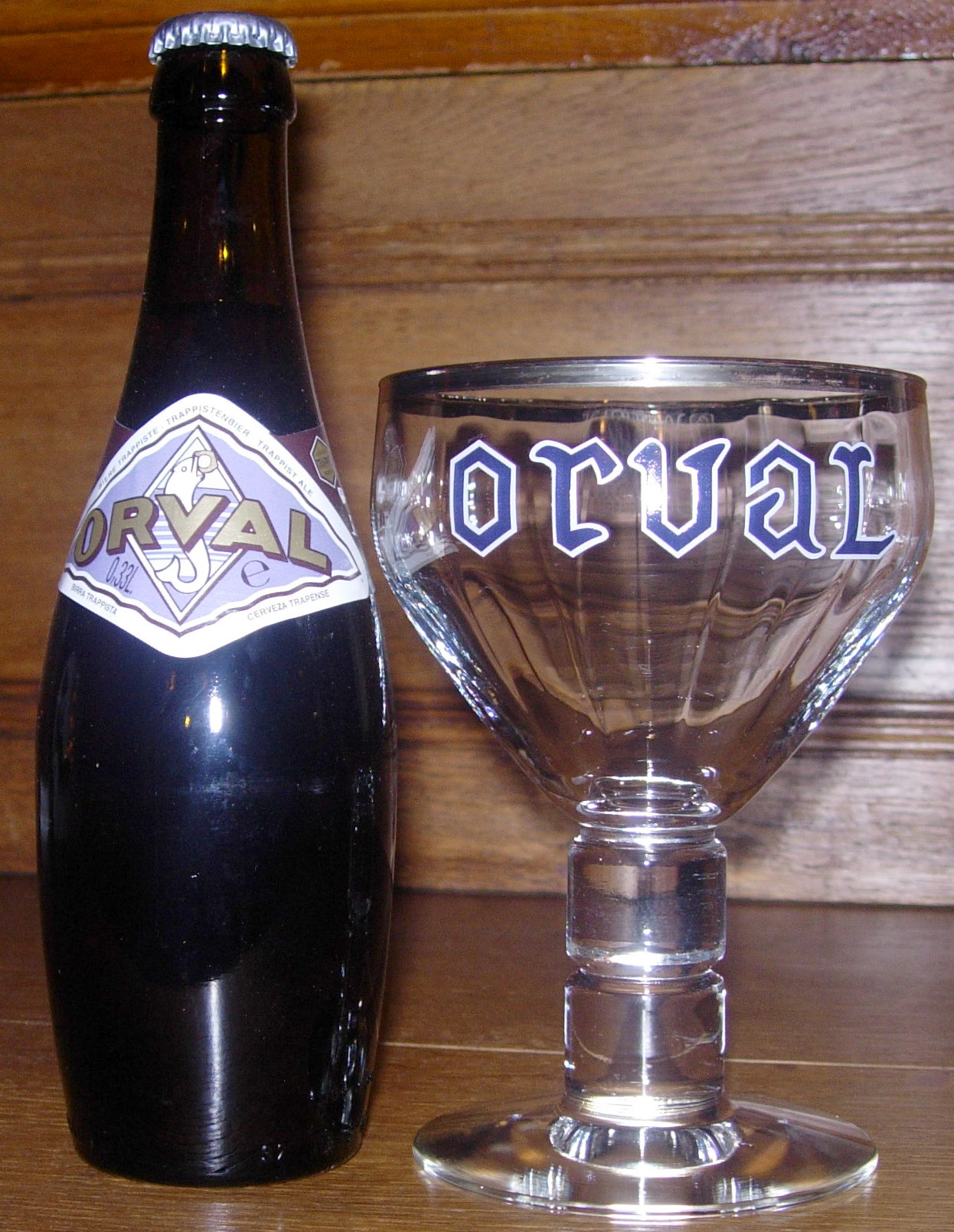
Birra Orval con bicchiere originale.

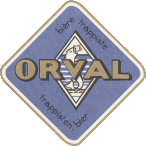
Il logo

La produzione di birra nell'abbazia è iniziata fin dai primi giorni della stessa. Un documento scritto dall'abate nel 1628 fa riferimento diretto al consumo di birra e vino da parte dei monaci. L'ultimo mastro birraio ad essere anche monaco fu Fratello Pierre, deceduto nell'incendio del 1793.
Il birrificio attuale fu realizzato nel 1931 e impiegò laici; il suo scopo era quello di fornire un reddito ai monaci con il quale finanziare la ricostruzione in atto in quegli anni. Fu progettato da Henry Vaes, che progettò anche il caratteristico bicchiere di birra Orval. La prima birra fu consegnata dal birrificio il 7 maggio 1932, e fu venduta in barili anziché nelle bottiglie, come avviene oggi. La Orval fu la prima birra trappista ad essere venduta in tutto il Belgio. Il primo mastro birraio fu un tedesco, Martin Pappenheimer.
Il logo del birrificio è basato sulla leggenda dell'abbazia.
Il prodotto principale ed unico venduto al di fuori delle mura dell'abbazia è l'Orval, birra ambrata da 6,2 gradi alcolici in produzione sin dal 1931. Esiste un'altra birra, la Orval Vert (4,5 %), che in francese significa "Orval verde", così chiamata popolarmente a causa del colore delle bottiglie nelle quali veniva storicamente distribuita, ma indicata commercialmente come Petit Orval (piccolo Orval) fino al 2012, disponibile solamente nel locale di mescita adiacente al monastero. La birra Orval viene imbottigliata in particolari bottiglie da 33 cl a forma di birillo; l'impianto riesce a riempire 24 000 bottiglie all'ora. Prima di essere distribuita, la birra viene lasciata maturare sul sito alla temperatura di 15 °C per almeno quattro settimane. La birra che viene venduta presso l'abbazia viene maturata per sei mesi.